# 張荀鶴
張荀鶴（?—?），湖南省岳州府華容縣人，清朝政治人物、同進士出身。
光緒九年（1883年），参加癸未科殿試，登進士三甲68名。同年五月，著以主事分部学习。光緒二十四年，授山東道監察御史。